# Nikolaus von Castro Arquato
Nikolaus von Castro Arquato (ital.: Niccolò de Castro Arquato, oder Niccolò della Porta; † zwischen 1. Juli und 13. September 1251 in Mirano) amtierte zwischen 1234 und 1251 als lateinischer Patriarch in Konstantinopel. Er gehörte einem Seitenzweig der aus Piacenza stammenden Adelsfamilie della Porta an, der auf der Burg Arquato residierte.
Nikolaus wurde wahrscheinlich erst von Papst Gregor IX. vor Oktober 1228 zum Bischof von Spoleto ernannt. Als solcher hatte er zu diesem Datum die Klarissen von San Maria Magdalena bei Norcia von der bischöflichen Jurisdiktion befreit. Laut Alberich von Trois-Fontaines wurde Nikolaus 1233 als Patriarch in Konstantinopel eingesetzt, wohl nach einer vorangegangenen Wahl des dortigen Domkapitels der Hagia Sophia, allerdings ist er erstmals am 12. August 1234 für dieses Amt auch urkundlich verbürgt, als er vom Papst in Spoleto auch die Legation für den Amtsbereich des Patriarchats erhielt.
Am 28. Februar 1235 war Nikolaus noch in Perugia und zwischen November 1236 und 1243 scheint er schließlich in Konstantinopel residiert zu haben, da hierhin mehrere päpstliche Schreiben an ihn adressieren. Am 10. Juli des letztgenannten Jahres wurde er von Papst Innozenz IV. mit der Legation für das gesamte lateinische Kaiserreich betraut. Bis spätestens zum Juni 1245 reiste Nikolaus nach Lyon zu dem dort tagenden Konzil. Offenbar kehrte er danach nicht mehr nach Konstantinopel zurück, ungeachtet seiner erneuten Ernennung zum Legaten des lateinischen Reiches am 28. Mai 1249. Denn noch im Sommer 1251 begleitete er den Papst nach Mailand, wo er schließlich starb und in der 1806 abgerissenen Kirche San Francesco bestattet wurde.
Auf ihn folgte eine zweijährige Sedisvakanz im lateinischen Patriarchat, die erst 1253 mit der Wahl von Pantaleon Giustiniani beendet wurde.